# Peugeot Tour
De Peugeot Tour (ook Peugeot Tour de Golf) werd in 1999 in Spanje opgericht en is een toernooiserie voor golfprofessionals. Er kunnen ook buitenlandse amateurs en buitenlandse professionals aan meedoen. 
In een paar jaar waren er zoveel deelnemers dat er in 2002 een eigen Order of Merit en Tourschool werd ingesteld.

## Voormalige toernooiwinnaars
Tijdens de eerste negen jaar kende de Tour 61 verschillende winnaars. De bekendste daarvan waren:
| - Jesús Arruti: 2001 en 2003 - Gonzalo Fernández-Castaño: 2005 - Jordi García del Moral: 2007 - Alfredo García Heredia: 2005 - Miguel Ángel Jiménez: 1999 (2x), 2003 (2x), 2007 | - José Manuel Lara: 2001, 2002 (2x) - Miguel Ángel Martín: 2000, 2004 - Alvaro Quiros: 2005 - Carlos Rodiles: 2000, 2002, 2004 - Carl Suneson: 1999, 2001 | - Miles Tunnicliff: 2002 - Francis Valera: 2005 |

## Winnaars Tourschool
| - 2002: Carlos García SImarro - 2003: Diego Morito - 2004: Mario Alberto Rapado - 2005: Gabriel Sota | - 2006: Mariano Saiz - 2007: Marc Perez - 2008: - 2009: | - 2010: |

## Winnaars Order of Merit
De Peugeot Tour heeft een eigen Order of Merit. 
| - 2002: José Manuel Lara - 2003: Miguel Ángel Martín - 2004: Gabriel Cañizares - 2005: Francis Valera | - 2006: Santiago Luna - 2007: Carlos Balmaseda - 2008: Jesús María Arruti - 2009: Raul Quiros | - 2010: Alvaro Salto - 2011: |